# Čimišník
Čimišník (Caragana) je rod rostlin z čeledi bobovité. Jsou to keře se složenými listy a většinou se žlutými květy, rozšířené v počtu asi 100 druhů od východní Evropy po východní Asii. Některé druhy jsou v České republice pěstovány jako okrasné dřeviny, nejčastěji pěstovaným a nejznámějším druhem je čimišník stromovitý.

## Popis
Čimišníky jsou opadavé keře nebo zcela výjimečně nevelké stromy dorůstající výšky max. 6 metrů. Listy jsou sudozpeřené, složené ze 2 až 18 párů lístků. Vřeteno listu často přesahuje poslední pár lístků, případně je vřeteno redukované a listy jsou pak víceméně dlanitě složené. Listy bývají nahloučené na krátkých brachyblastech. Řapík a vřeteno listu jsou u některých druhů (např. u čimišníku hřívnatého) vytrvalé, po opadu listů dřevnatějí a mění se v dlouhé ostny. Květy jsou obvykle žluté, výjimečně bílé, růžové nebo purpurové. Nejčastěji jsou jednotlivé, úžlabní a vyrůstající na brachyblastech, případně ve svazečcích po 2 až 5. Kalich je trubkovitý až zvonkovitý, na bázi na hřbetní straně u některých druhů vakovitě vydutý, zakončený 5 zuby z nichž horní 2 bývají menší. Pavéza je vejčitá až okrouhlá, přímá, nehetnatá. Křídla jsou podlouhlá, dlouze nehetnatá, člunek je přímý, tupý. Tyčinky jsou dvoubratré, 9 je srostlých nitkami a jedna volná. Semeník je téměř přisedlý, výjimečně stopkatý, s několika až mnoha vajíčky. Lusky jsou válcovité nebo nafouklé, většinou přisedlé, pukající 2 svinujícími se chlopněmi, uvnitř bez přehrádek. Vrchol lusku bývá špičatý a zahnutý. Semena jsou oválná až téměř kulovitá.

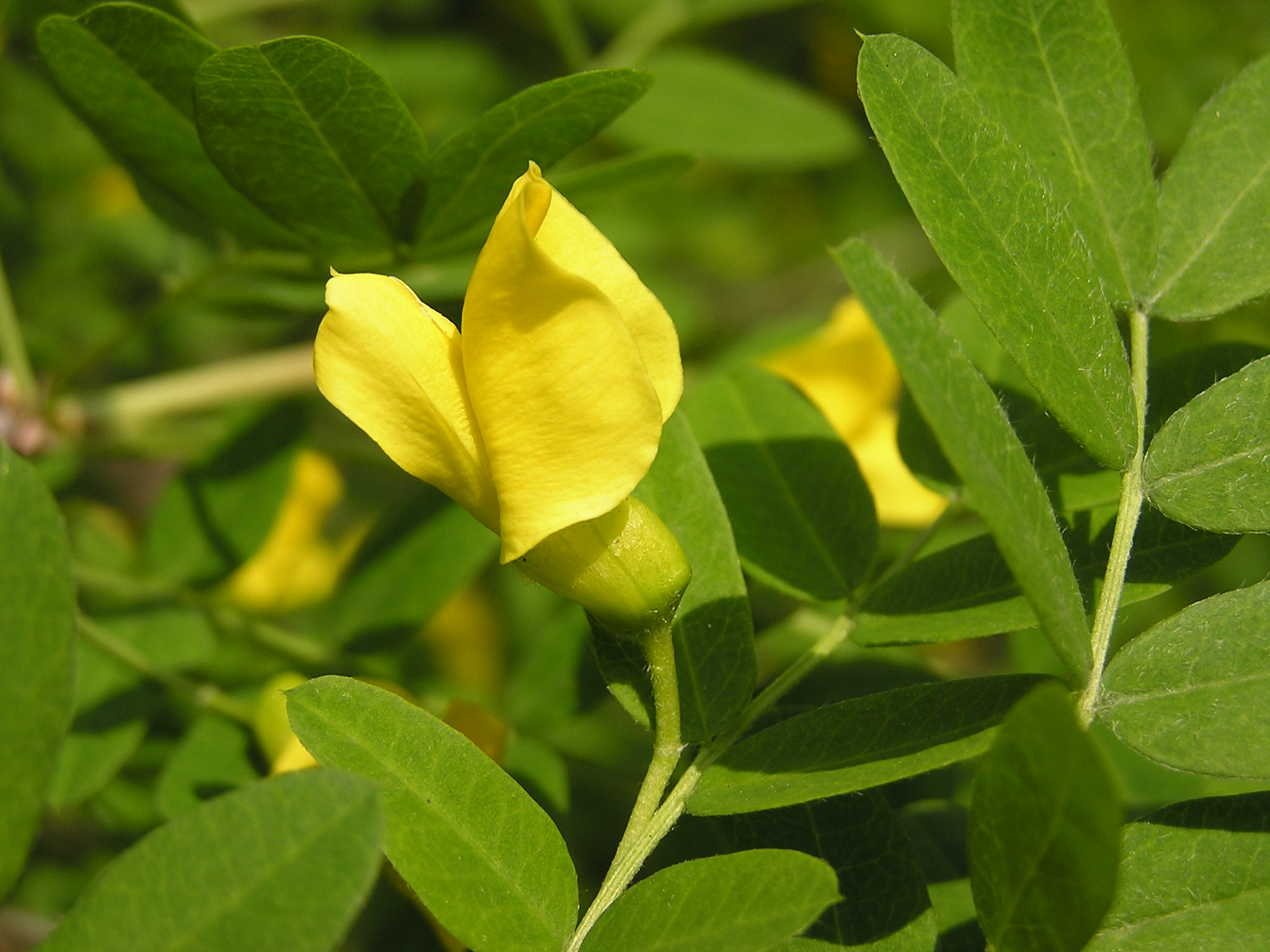
Detail květu čimišníku stromovitého (Caragana arborescens)
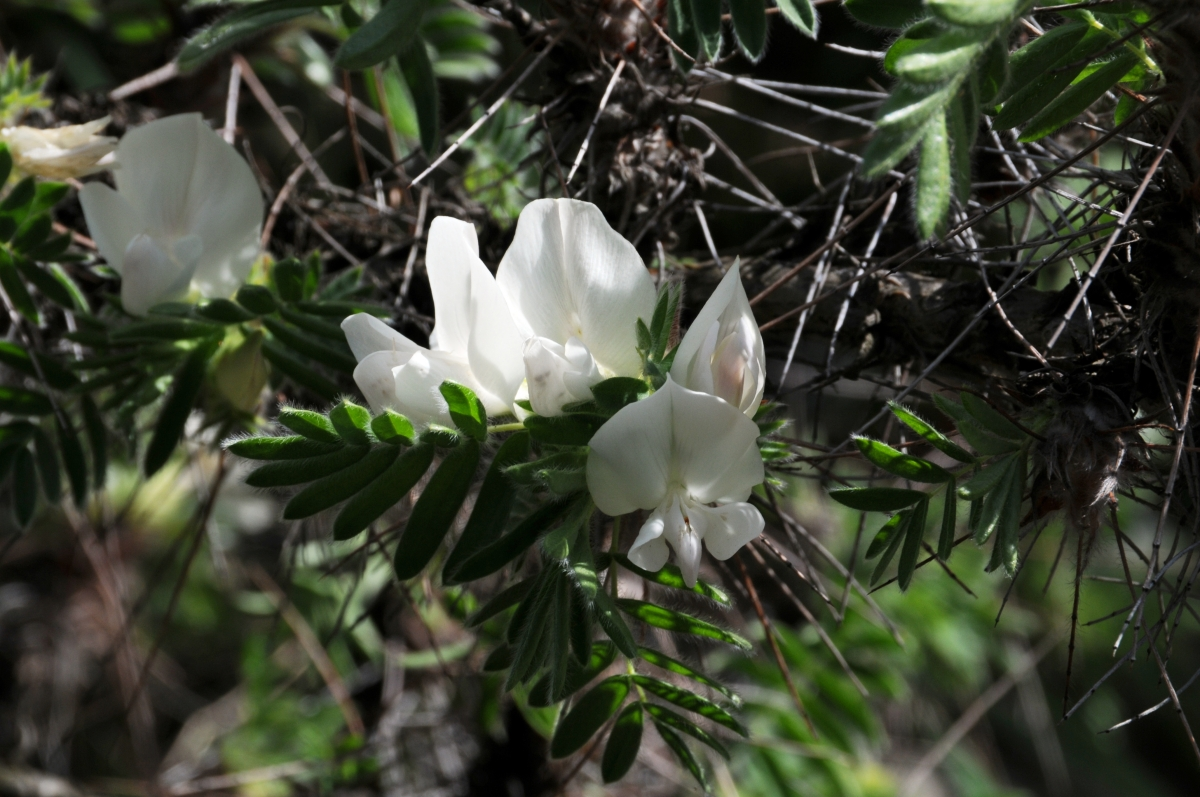
Bíle kvetoucí čimišník hřívnatý (Caragana jubata)
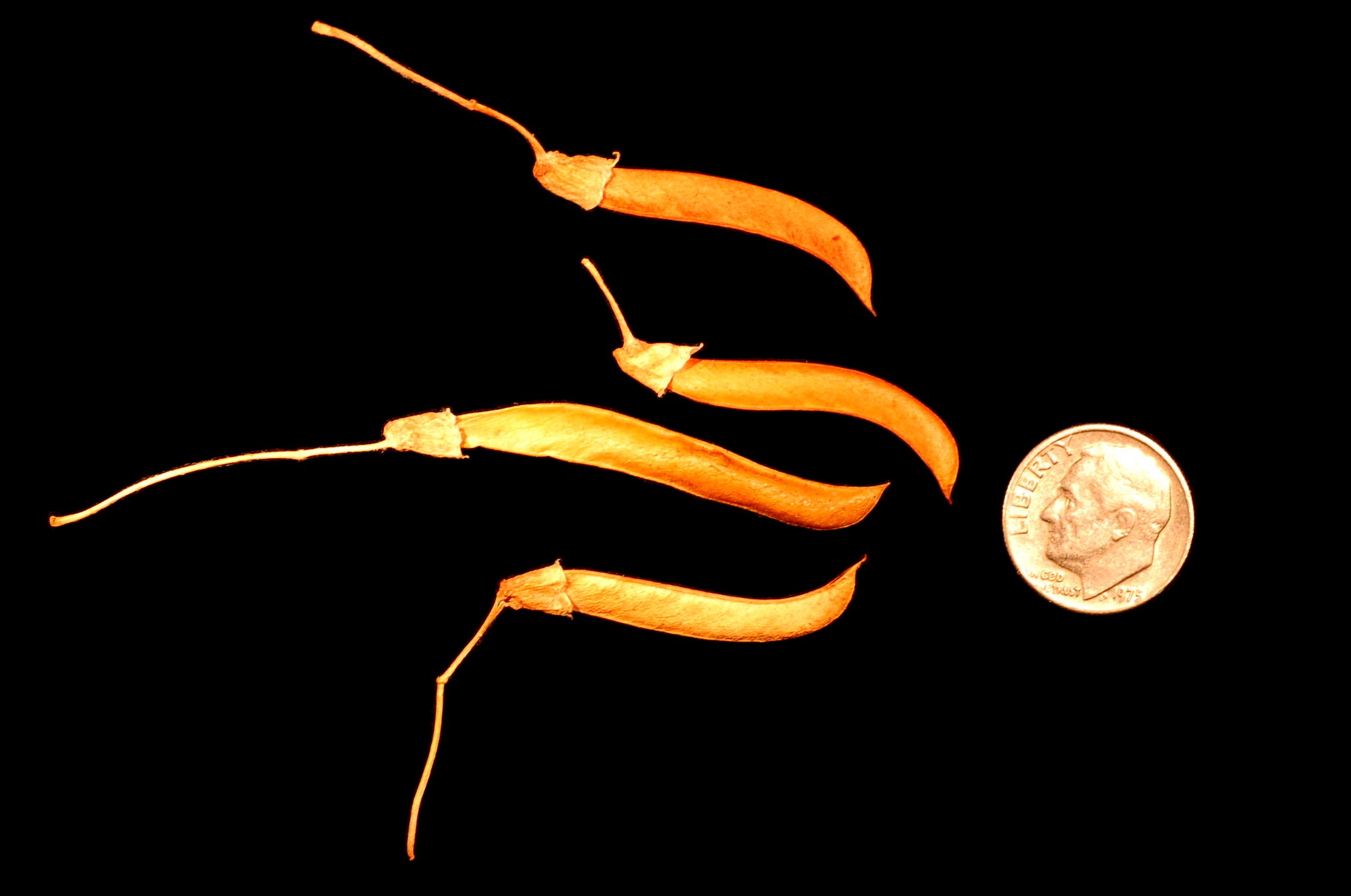
Lusky čimišníku stromovitého

## Rozšíření
Rod čimišník zahrnuje asi 100 druhů. Je rozšířen od východní Evropy přes Střední Asii po Čínu a Himálaj, povětšině v oblastech mírného pásu. V Číně se vyskytuje 66 druhů, z toho je 32 endemitů. Některé druhy byly druhotně rozšířeny i do mírných oblastí jiných kontinentů.
V České republice není žádný druh domácí, některé druhy jsou však pěstovány (zejména čimišník křovitý a čimišník stromovitý). V evropské květeně je rod čimišník zastoupen 2 původními druhy. Čimišník křovitý (Caragana frutex) je rozšířen ve východní a jihovýchodní Evropě, čimišník velkokvětý (Caragana grandiflora) v Rusku.

## Význam
Čimišník drobnolistý (Caragana microphylla) je v Číně používán pro stabilizaci písečných dun a ochranu půdy a vody. Kořeny čimišníku čínského (Caragana sinica) jsou v Koreji používány jako léčivo při artróze, neuralgii, průjmech a křehkosti kostí Čimišník stromovitý (Caragana arborescens) je velmi odolný vůči suchu i chladu a je pěstován na prériích a pláních v Kanadě a severních oblastech USA zejména v ochranných pásech kolem stavení a ve větrolamech. V některých oblastech jsou nezralé lusky a semena používány jako zelenina. Z kůry jsou získávána vlákna na výrobu provazů a z listů se připravuje azurově modré barvivo. Tento druh je ceněn zejména na v polárních oblastech Poloostrova Kola jako doplňková potrava pro stáda sobů a rostlina zlepšující půdu.
Čimišníky jsou pěstovány jako okrasné dřeviny, městská zeleň, živé ploty ap. V České republice se nejčastěji pěstuje čimišník stromovitý (Caragana arborescens) a čimišník křovitý (C. frutex). Mezi další pěstované druhy, s nimiž se lze setkat spíše v botanických zahradách a arboretech, náleží čimišník oranžový (C. aurantiaca), čimišník hřívnatý (C. jubata), čimišník trpasličí (C. pygmaea) a jiné.

## Pěstování

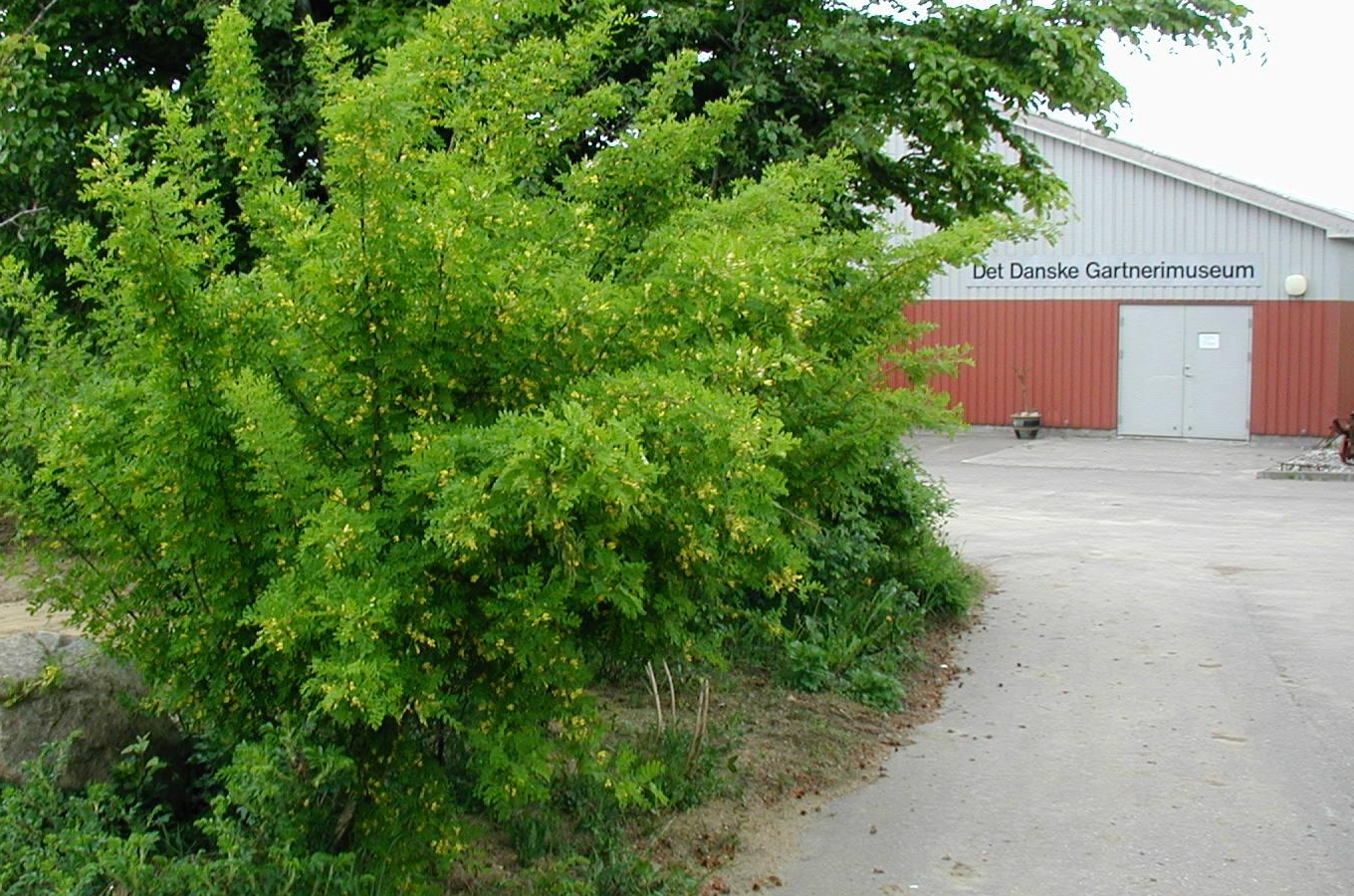
Keř čimišníku stromovitého

Čimišníkům se obecně daří v lehké, vápnité a suché půdě na výsluní. Nesvědčí jim zamokřené, kyselé a slehlé půdy. Jinak se jedná o nenáročné dřeviny. Množí se výsevem, letními zelenými řízky, roubováním na čimišník stromovitý nebo hřížením. Semena si ponechávají klíčivost asi 3 roky.

## Zástupci
- čimišník alpínský (Caragana alpina)
- čimišník altajský (Caragana altaica)
- čimišník Boisův (Caragana boisii)
- čimišník čínský (Caragana sinica)
- čimišník drobnolistý (Caragana microphylla)
- čimišník dvoubarvý (Caragana bicolor)
- čimišník Franchetův (Caragana franchetiana)
- čimišník Gerardův (Caragana gerardiana)
- čimišník horský (Caragana oreophila)
- čimišník hřívnatý (Caragana jubata)
- čimišník hustý (Caragana densa)
- čimišník jerlínolistý (Caragana x sophorifolia)
- čimišník kozincovitý (Caragana tragacanthoides)
- čimišník krátkolistý (Caragana brevifolia)
- čimišník krátkotrnný (Caragana brevispina)
- čimišník křovištní (Caragana fruticosa)
- čimišník křovitý (Caragana frutex)
- čimišník loupavý (Caragana decorticans)
- čimišník Maximowiczův (Caragana maximowicziana)
- čimišník oranžový (Caragana aurantiaca)
- čimišník pekingský (Caragana pekinensis)
- čimišník prostřední (Caragana intermedia)
- čimišník stromovitý (Caragana arborescens)
- čimišník velkokvětý (Caragana grandiflora)
- čimišník tangutský (Caragana tangutica)
- čimišník tibetský (Caragana tibetica)
- čimišník trnitý (Caragana spinosa)
- čimišník trpasličí (Caragana pygmaea)
- čimišník turkestánský (Caragana turkestanica)
- čimišník ussurijský (Caragana ussuriensis)[6][9]